# RHOU
RHOU (англ. Ras homolog family member U) – білок, який кодується однойменним геном, розташованим у людей на 1-й хромосомі. Довжина поліпептидного ланцюга білка становить 258 амінокислот, а молекулярна маса — 28 218.
| 10         |  | 20         |  | 30         |  | 40         |  | 50         |
| ---------- |  | ---------- |  | ---------- |  | ---------- |  | ---------- |
| MPPQQGDPAF |  | PDRCEAPPVP |  | PRRERGGRGG |  | RGPGEPGGRG |  | RAGGAEGRGV |
| KCVLVGDGAV |  | GKTSLVVSYT |  | TNGYPTEYIP |  | TAFDNFSAVV |  | SVDGRPVRLQ |
| LCDTAGQDEF |  | DKLRPLCYTN |  | TDIFLLCFSV |  | VSPSSFQNVS |  | EKWVPEIRCH |
| CPKAPIILVG |  | TQSDLREDVK |  | VLIELDKCKE |  | KPVPEEAAKL |  | CAEEIKAASY |
| IECSALTQKN |  | LKEVFDAAIV |  | AGIQYSDTQQ |  | QPKKSKSRTP |  | DKMKNLSKSW |
| WKKYCCFV   |  |            |  |            |  |            |  |            |

A: Аланін

C: Цистеїн

D: Аспарагінова кислота

E: Глутамінова кислота

F: Фенілаланін

G: Гліцин

H: Гістидин

I: Ізолейцин

K: Лізин

L: Лейцин

M: Метіонін

N: Аспарагін

P: Пролін

Q: Глутамін

R: Аргінін

S: Серин

T: Треонін

V: Валін

W: Триптофан

Кодований геном білок за функцією належить до фосфопротеїнів. 
Задіяний у такому біологічному процесі, як альтернативний сплайсинг. 
Білок має сайт для зв'язування з нуклеотидами, іонами металів, ГТФ, іоном магнію. 
Локалізований у клітинній мембрані, мембрані, клітинних контактах, клітинних відростках, апараті гольджі.